# Lerma de Villada
Lerma de Villada (en náhuatl, Cacalomilhuacan) es una ciudad mexicana situada en el Estado de México, cabecera del municipio de Lerma.
En el pasado fue una localidad otomí y mazahua, actualmente es una ciudad en crecimiento entre Toluca y la Ciudad de México. Fue declarada como Pueblo con encanto por el gobierno del estado.[cita requerida]

## Geografía
La ciudad de Lerma de Villada se localiza hacia el este de Toluca de Lerdo, en la zona metropolitana de Toluca, en el centro del Estado de México. Posee una altitud media de 2587 m s. n. m.

### Clima
El clima predominante en Lerma de Villada es el templado subhúmedo, con lluvias en verano, considerablemente más fresco o frío que el de otras localidades del Valle de México.
Los veranos son cálidos, pero más suaves que los de otros lugares a una latitud similar, lo que también hace que los inviernos sean fríos.
| Parámetros climáticos promedio de Lerma de Villada, Estado de México | Parámetros climáticos promedio de Lerma de Villada, Estado de México | Parámetros climáticos promedio de Lerma de Villada, Estado de México | Parámetros climáticos promedio de Lerma de Villada, Estado de México | Parámetros climáticos promedio de Lerma de Villada, Estado de México | Parámetros climáticos promedio de Lerma de Villada, Estado de México | Parámetros climáticos promedio de Lerma de Villada, Estado de México | Parámetros climáticos promedio de Lerma de Villada, Estado de México | Parámetros climáticos promedio de Lerma de Villada, Estado de México | Parámetros climáticos promedio de Lerma de Villada, Estado de México | Parámetros climáticos promedio de Lerma de Villada, Estado de México | Parámetros climáticos promedio de Lerma de Villada, Estado de México | Parámetros climáticos promedio de Lerma de Villada, Estado de México | Parámetros climáticos promedio de Lerma de Villada, Estado de México |
| Mes                                                                  | Ene.                                                                 | Feb.                                                                 | Mar.                                                                 | Abr.                                                                 | May.                                                                 | Jun.                                                                 | Jul.                                                                 | Ago.                                                                 | Sep.                                                                 | Oct.                                                                 | Nov.                                                                 | Dic.                                                                 | Anual                                                                |
| -------------------------------------------------------------------- | -------------------------------------------------------------------- | -------------------------------------------------------------------- | -------------------------------------------------------------------- | -------------------------------------------------------------------- | -------------------------------------------------------------------- | -------------------------------------------------------------------- | -------------------------------------------------------------------- | -------------------------------------------------------------------- | -------------------------------------------------------------------- | -------------------------------------------------------------------- | -------------------------------------------------------------------- | -------------------------------------------------------------------- | -------------------------------------------------------------------- |
| Temp. máx. abs. (°C)                                                 | 32.0                                                                 | 29.0                                                                 | 30.0                                                                 | 32.0                                                                 | 37.0                                                                 | 34.0                                                                 | 29.0                                                                 | 31.0                                                                 | 32.0                                                                 | 31.5                                                                 | 32.0                                                                 | 32.0                                                                 | 37.0                                                                 |
| Temp. máx. media (°C)                                                | 20.1                                                                 | 21.1                                                                 | 23.0                                                                 | 23.7                                                                 | 23.5                                                                 | 21.7                                                                 | 20.4                                                                 | 20.6                                                                 | 20.6                                                                 | 20.9                                                                 | 20.8                                                                 | 20.1                                                                 | 21.4                                                                 |
| Temp. media (°C)                                                     | 9.6                                                                  | 10.3                                                                 | 12.2                                                                 | 13.7                                                                 | 14.8                                                                 | 15.0                                                                 | 14.4                                                                 | 14.5                                                                 | 14.6                                                                 | 13.5                                                                 | 11.6                                                                 | 10.1                                                                 | 12.9                                                                 |
| Temp. mín. media (°C)                                                | -0.9                                                                 | -0.4                                                                 | 1.4                                                                  | 3.7                                                                  | 6.1                                                                  | 8.4                                                                  | 8.3                                                                  | 8.3                                                                  | 8.6                                                                  | 6.1                                                                  | 2.5                                                                  | 0.1                                                                  | 4.4                                                                  |
| Temp. mín. abs. (°C)                                                 | -11.0                                                                | -10.0                                                                | -8.5                                                                 | -6.0                                                                 | -2.0                                                                 | -1.0                                                                 | 2.0                                                                  | 1.0                                                                  | 0.0                                                                  | -4.5                                                                 | -9.5                                                                 | -8.9                                                                 | -11.0                                                                |
| Precipitación total (mm)                                             | 14.1                                                                 | 6.2                                                                  | 12.6                                                                 | 28.2                                                                 | 78.6                                                                 | 178.7                                                                | 202.3                                                                | 197.4                                                                | 149.0                                                                | 59.6                                                                 | 19.4                                                                 | 7.3                                                                  | 953.4                                                                |
| Días de precipitaciones (≥ 1 mm)                                     | 2.4                                                                  | 1.9                                                                  | 2.6                                                                  | 6.4                                                                  | 12.7                                                                 | 18.7                                                                 | 23.9                                                                 | 22.0                                                                 | 17.3                                                                 | 8.9                                                                  | 4.3                                                                  | 2.2                                                                  | 123.3                                                                |
| Fuente: Servicio Meteorológico Nacional                              |                                                                      |                                                                      |                                                                      |                                                                      |                                                                      |                                                                      |                                                                      |                                                                      |                                                                      |                                                                      |                                                                      |                                                                      |                                                                      |